# Erlang (programmeringssprog)
Erlang er et funktionelt programmeringssprog, som er udviklet af en gruppe i det svenske teleselskab Ericsson, med Joe Armstrong som leder, og anvendes blandt andet i digitale telerelæer og opfylder krav om samtidighed og stabilitet.
Sproget er opkaldt efter den danske matematiker Agner Krarup Erlang.
| Programmering | Spire Denne artikel om datalogi eller et datalogi-relateret emne er en spire som bør udbygges. Du er velkommen til at hjælpe Wikipedia ved at udvide den. |